# ژاله‌پوش مونتانا
دروسرا مونتانا (نام علمی: Drosera montana) نام یک گونه از سرده دروزا است.